# Hermann Hubacher
Hermann Hubacher (* 1. August 1885 in Biel; † 18. November 1976 in Zürich) war ein Schweizer Bildhauer und Plastiker.

## Leben und Werk

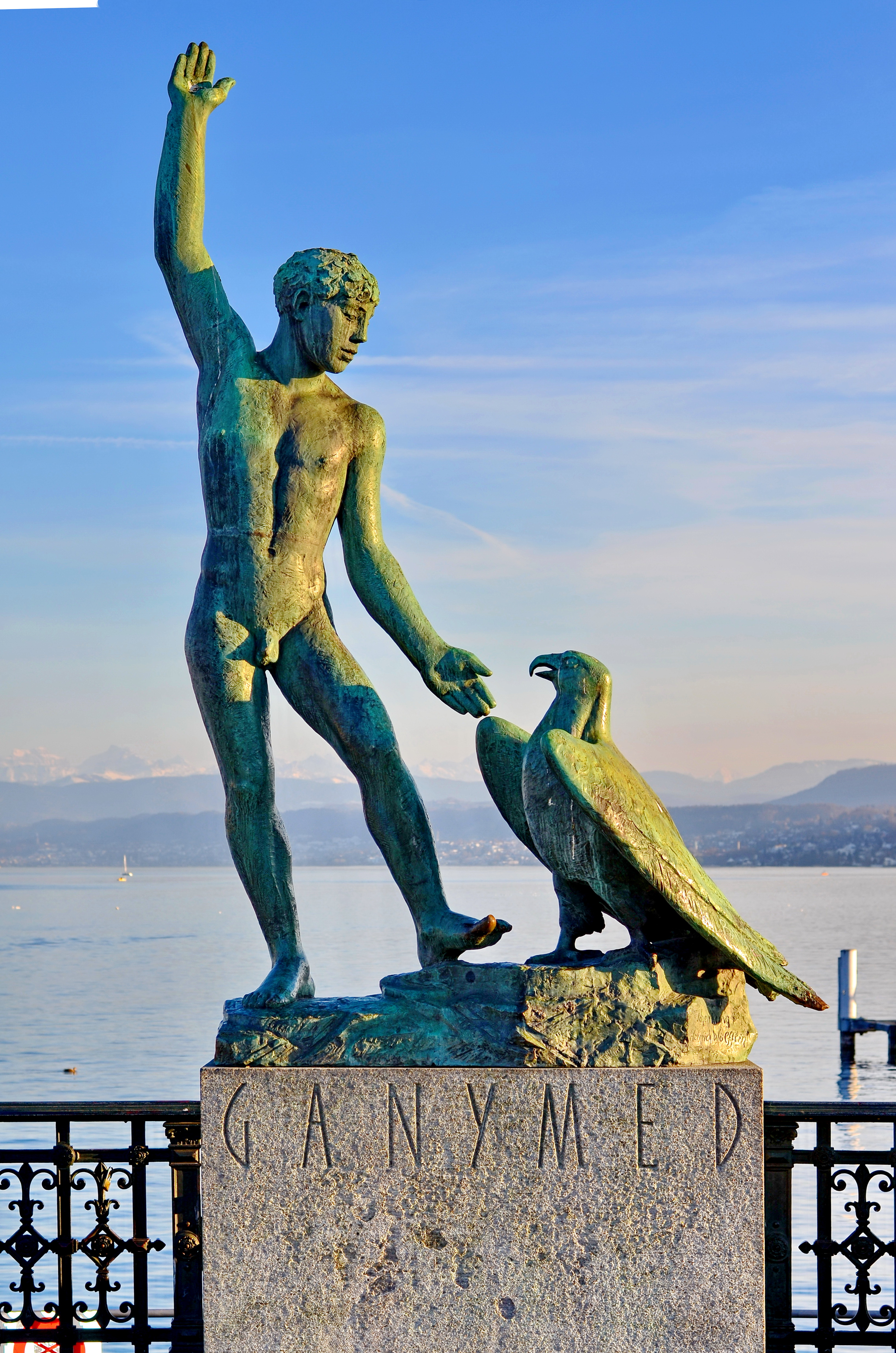
Ganymed auf der Bürkliterrasse beim Bürkliplatz in Zürich

Der Sohn eines Graveurs und Enkel des Graveurs, Fotografen, Landschaftszeichners und Zeichenlehrers Jakob Häuselmann absolvierte zunächst ebenfalls eine Graveur-, Medaillen- und Goldschmiedeausbildung am Technikum in Biel. Nach Studienaufenthalten in Genf, München und Wien entschied er sich für die Bildhauerei.
Im Jahr 1912 heiratete er Anna Tscherter aus Biel. Ihre Mutter war die Malerin Louise Tscherter-Kuhn. Hubachers Sohn war der spätere Architekt Hans Hubacher. 1918 zog Hubacher mit der Familie nach Zürich, der Stadt mit einer lebhaften Kunstszene und Ausstellungsmöglichkeiten, im Gegensatz zu Bern, wo er zuerst wohnte und arbeitete. Einer der Treffpunkte war das Café Schneebeli am Limmatquai. Hier trafen sich bildende Künstler, Literaten und Musiker, Sammler und Händler. Es kamen hier emigrierte Franzosen, Deutsche und Italiener mit Schweizern zusammen. Er lernte die vermögende und kunstinteressierte Familie Reinhart aus Winterthur kennen, zum gleichaltrigen Oskar Reinhart entstand eine lebenslange Freundschaft.
Zu den zahlreichen Aufenthalten in Paris führten ihn drei grössere Reisen, zusammen mit dem Winterthurer Sammler und Mäzen Georg Reinhart, 1922 nach Italien, 1927 nach England und 1929 nach Ägypten. In welcher Weise ihn diese Erfahrungen als Künstler prägten, zeugen seine Schriften, Tagebücher und Briefe. Sonderbarerweise bereiste er erst im hohen Alter Griechenland, war er doch seit jeher glühender Verehrer der griechischen Klassik. Über die Reiseerlebnisse und seine künstlerische Arbeit teilte sich Hubacher immer wieder auch publizistisch mit, sei es mit Beiträgen in der Neuen Zürcher Zeitung oder in Buchform. Er galt als belesen und war unter anderen mit Hermann Hesse befreundet.

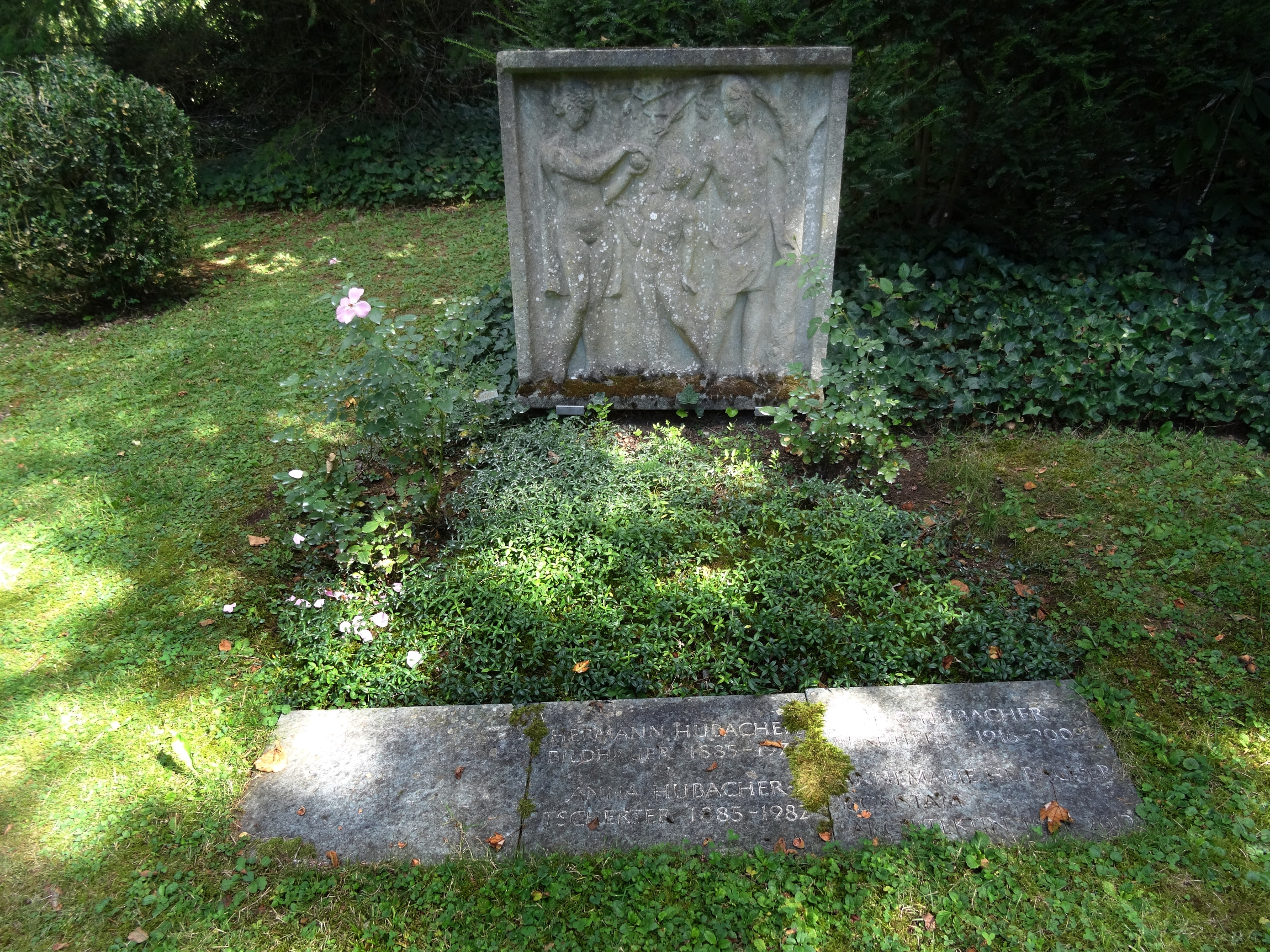
Grab, Friedhof Enzenbühl in Zürich.

Hubachers bevorzugtes Motiv war die menschliche Gestalt. Wie begehrt seine Porträts unter Zeitgenossen waren, belegen die gegen 100 verzeichneten Büsten. Ebenso erfolgreich war er als Plastiker mit zahlreichen Figuren im öffentlichen Raum. Sein Œuvre umfasst gemäss Werk-Verzeichnis nahezu 400 Skulpturen, nebst Graphiken, Zeichnungen und Aquarellen.
Hubacher war Mitglied der Gleyre-Stiftung und der Gottfried Keller-Stiftung, von 1926 bis 1929 der Eidgenössischen Kunstkommission und zeitweilig deren Präsident, von 1951 bis 1969 Rat der Stiftung Oskar Reinhart in Winterthur sowie langjähriger Präsident der Stiftung Pro Arte. Die Stadt Zürich ehrte ihn 1944 mit dem ersten Kunstpreis, die Universität Zürich 1945 mit dem Ehrendoktor.
Er fand auf dem Friedhof Enzenbühl seine letzte Ruhestätte. Sein Nachlass befindet sich seit 2019 in der Zentralbibliothek Zürich.

## Werke (Auswahl)
- Bronzeplastik Die Lauschende zum Andenken an Johannes Brahms, Standort: Brahmsquai Thun. Die populäre Figur wird im Volksmund als «Brahmsrösi»[10] bezeichnet.
- Büste Ludwig van Beethoven, 1905, (Terracotta?), Standort unbekannt.[11]
- Büste Italienerin, 1916, Kunststein, Privatsammlung.[12]
- Relief zum Gedenken an den 150. Geburtstag von Gottlieb Jakob Kuhn, 1925, Bronze, Sigriswil.[13]
- Bronzeplastik Zwei sitzende Frauenfiguren von 1929 auf dem Grabmal von Eugen Huber auf dem Bremgartenfriedhof
- Büste Heinrich Wölfflin, 1945, Bronze, Universitäten Zürich und Basel. Vorstudien in Ton und in Gips bemalt.
- Figurengruppe Ganymed, 1946–1952, Bronze, Bürkliterrasse, Zürich.
- Büste Traumgesicht des Pan, 1947, Bronze, Terracotta, Gips bemalt, Kunstmuseum Bern und Privatsammlungen.
- Figur Ruhendes Mädchen, 1944/1949, Giallo perlato (Marmor), Museum Oskar Reinhart Am Stadtgarten, Winterthur.
- Figur Badende II, 1951, Bronze. Sammlung Werner Bär, Zürich.36-9
- Figur Sich kämmendes Mädchen, 1955, Bronze, Rittermatten-Anlage, Biel.
- Büste Carl Jacob Burckhardt, 1966, Bronze[14]

Weitere Abbildungen siehe Weblink unten: Schweizerisches Institut für Kunstwissenschaften (Sikart).

## Ausstellungen (Auswahl)
- 1918, 1919, 1922, 1935 Kunsthalle Bern.
- 1920, 1926, 1938 Biennale di Venezia.
- 1922, 1931, 1939, 1941, 1945, 1952 Kunsthaus Zürich.
- 1923 Galerie Devambez, Paris.
- 1924 Kunstmuseum Luzern.
- 1929 Musée de l’Athénée[15][16], Genève.
- 1931 Galerie Georges Petit, Paris.
- 1934 Galerie nationale du Jeu de Paume, Paris. Musée Rath, Genève.
- 1935 Musées royaux des Beaux-Arts de Belgique, Bruxelles.
- 1937 Weltausstellung Paris 1937.
- 1938 Galerie André Schoeller, Paris.
- 1940 Weltausstellung New York.
- 1950 Kunstmuseum Stockholm.
- 1950–1956 Internationale Plastikausstellung, Antwerpen.
- 1952, 1958 Internationale Plastikausstellung, Sonsbeek, Arnhem.
- 1958 Musée Rodin, Paris.
- 1959 Tate Gallery, London.
- 1960 Kunstmuseum Bern. Musée d’art moderne de la Ville de Paris, Paris.

## Schriften
- Aus meiner Werkstatt. Zürich: Niehans 1944.
- Rodin (Monographie). Zürich: Mühlemann 1949.

## Preise und Ehrungen
- 1938 XXI. Biennale di Venezia: Premio internazionale di sculptura.
- 1944 Zürich: Kunstpreis der Stadt[17].
- 1945 Ehrendoktor der Universität Zürich.
- 1955 Biel: Kunstpreis der Stadt.
- 1960 Galleria d’Arte Moderna, Firenze: Premio del Fiorino.
- 1965 Ehrenmitglied der GSMBA.

## Literatur (Auswahl)

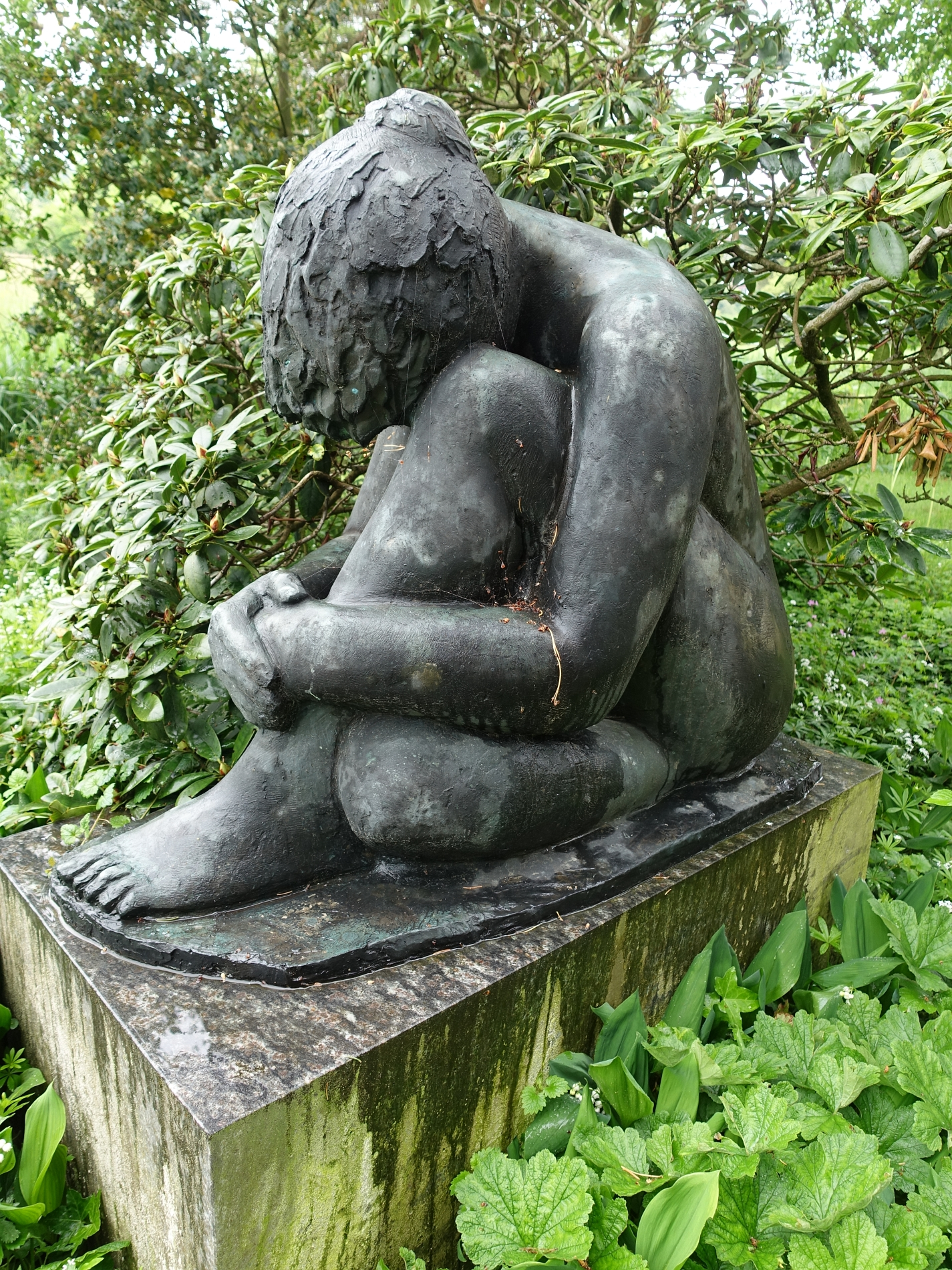
Grab-Skulptur, Friedhof Witikon
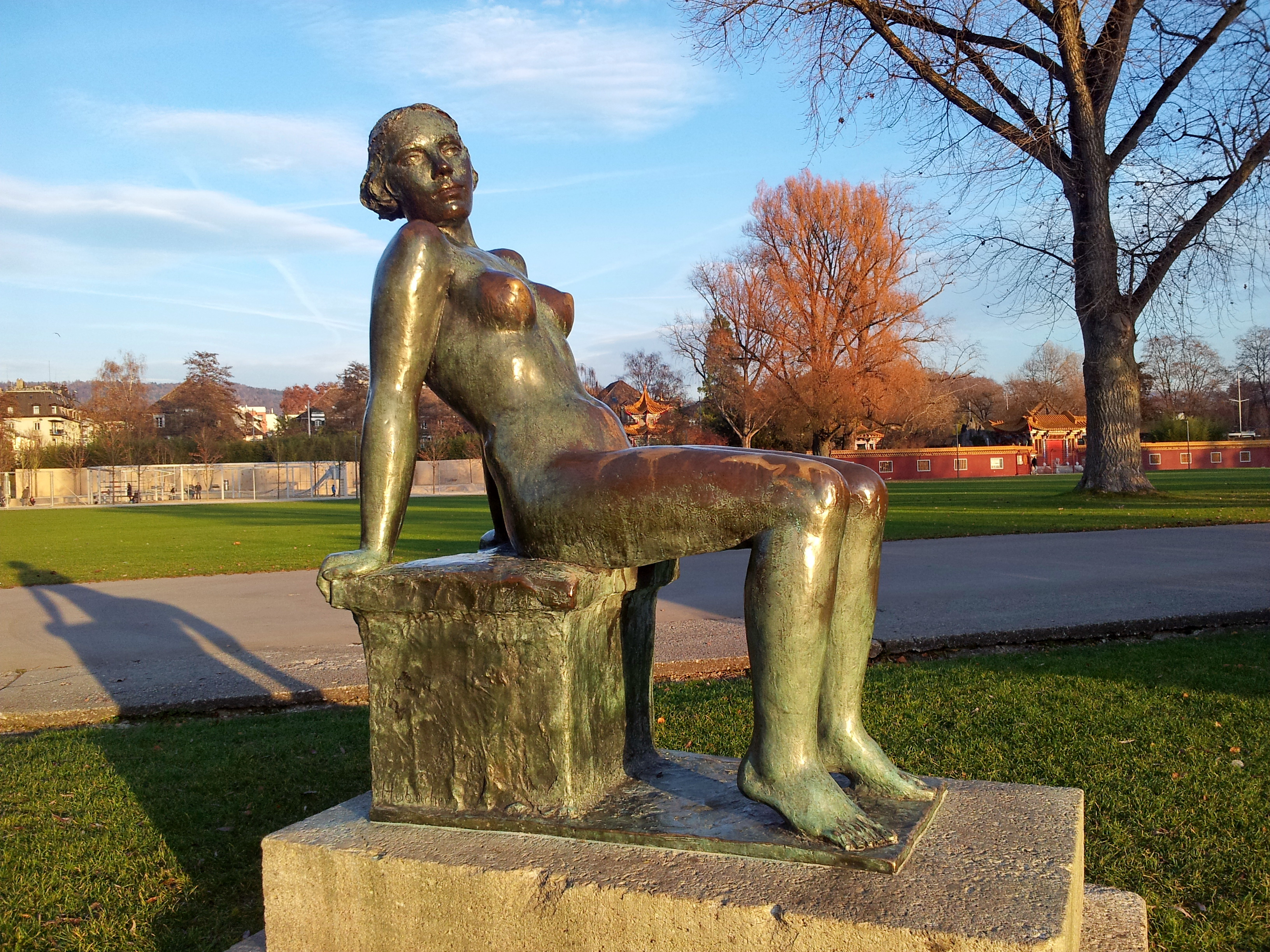
Sitzende, Blatterwiese in Zürich-Seefeld
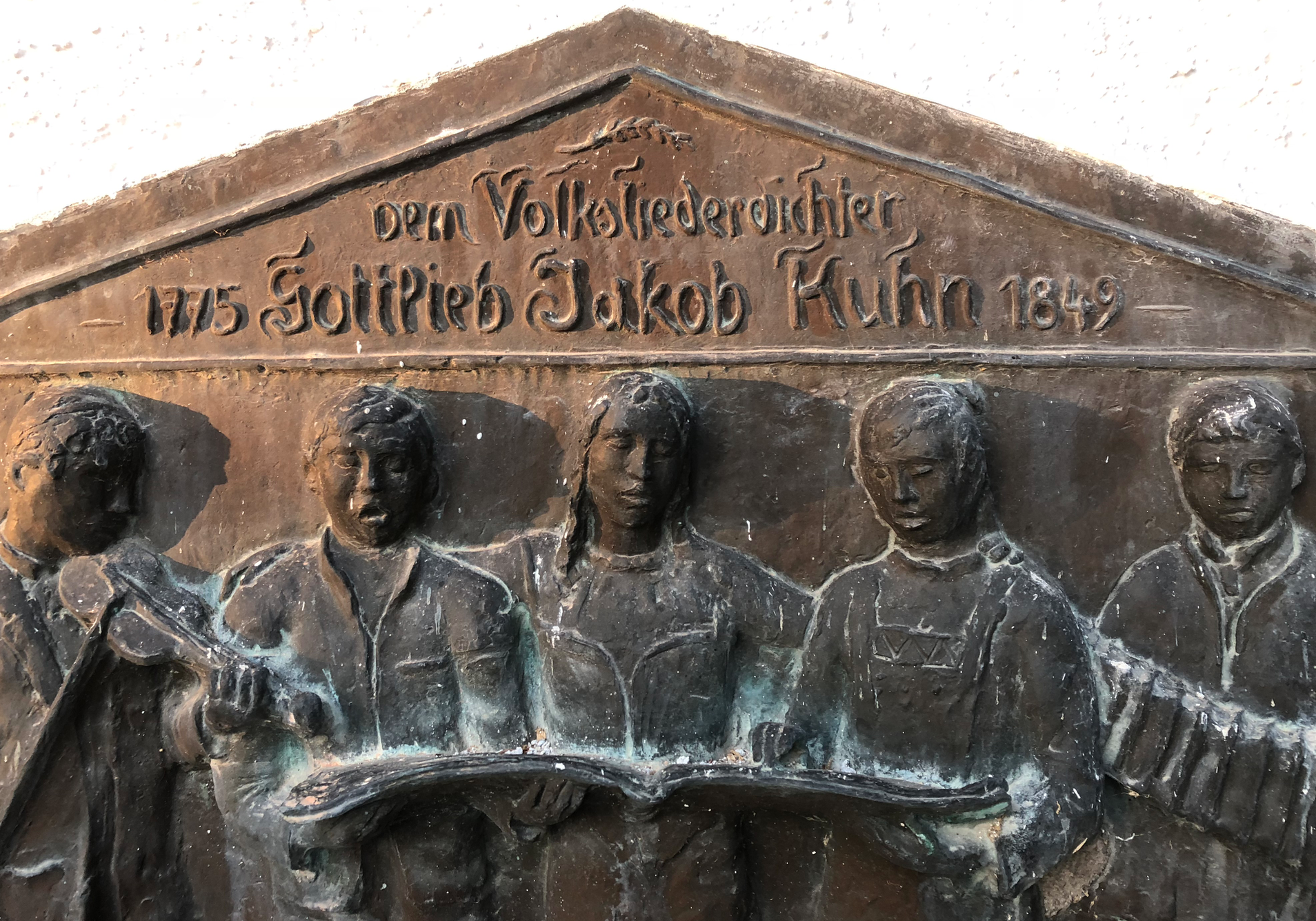
Tafel für Gottlieb Jakob Kuhn, Sigriswil
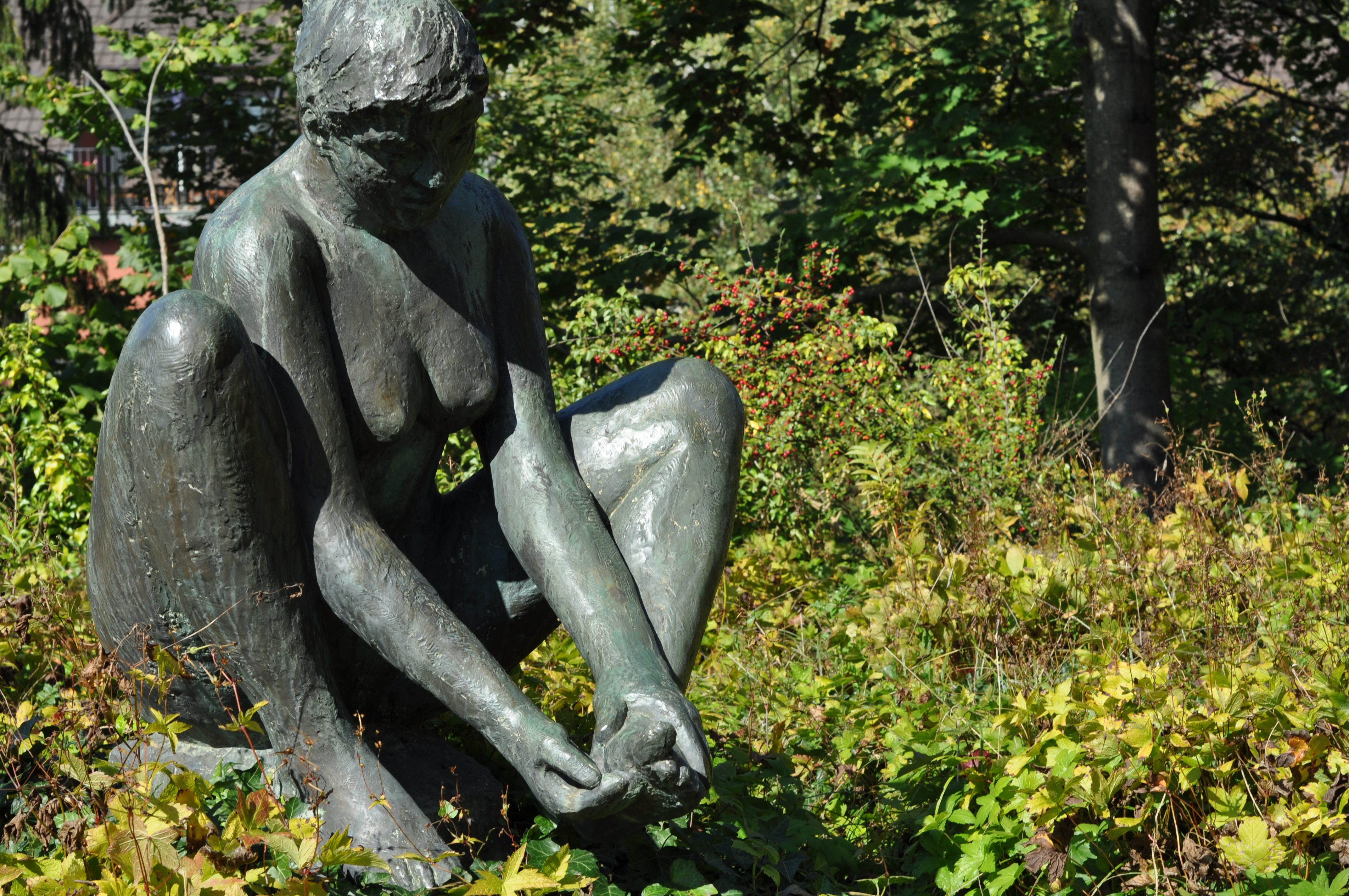
Die Dornauszieherin, 1962
Büste Albert Einstein
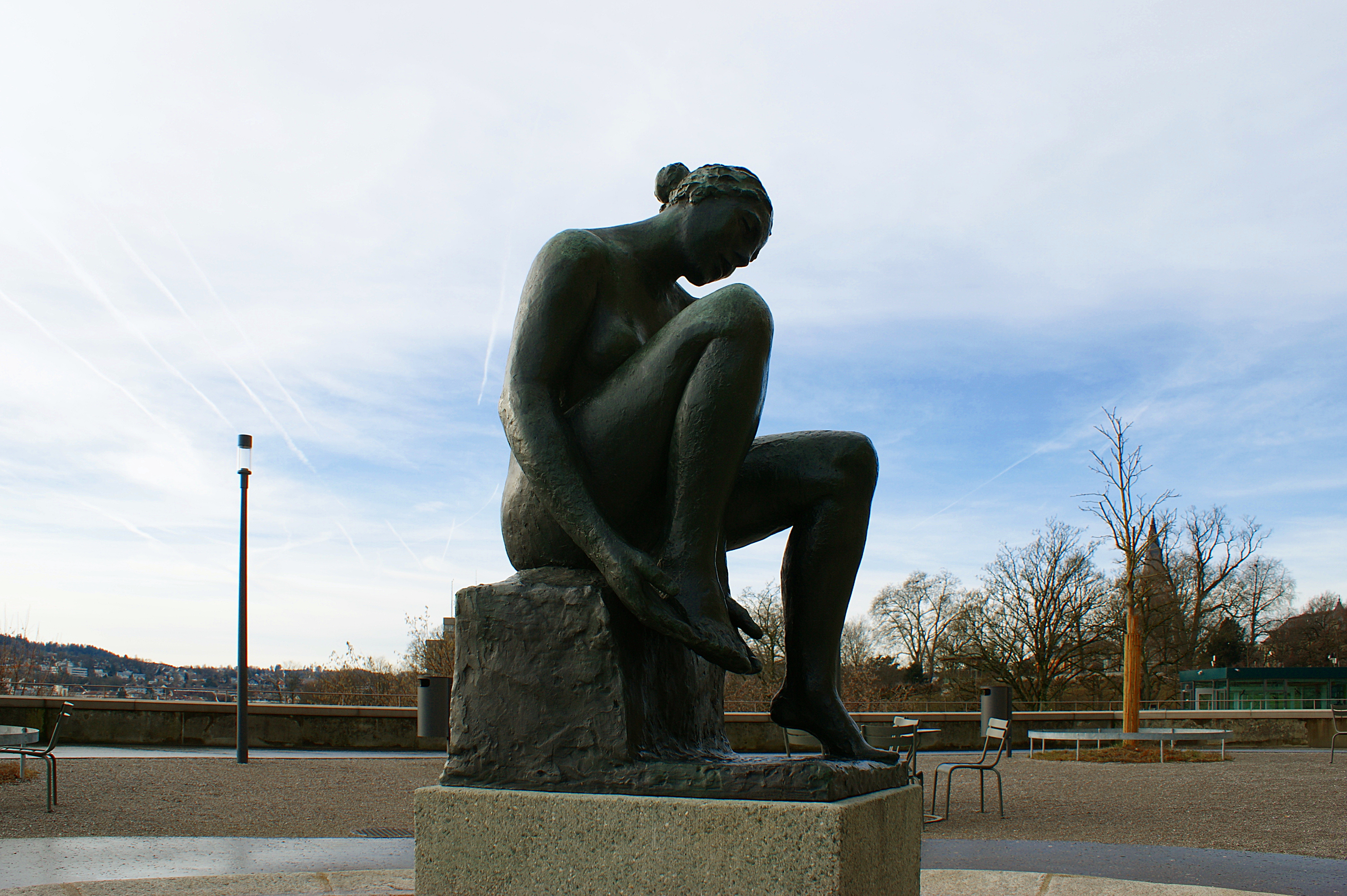
Badende, 1923